# Kłymowycia
Kłymowycia (ukr. Климовиця) – wieś na Ukrainie, w obwodzie zakarpackim, w rejonie chuściańskim, w hromadzie Irszawa. W 2001 liczyła 397 mieszkańców, wśród których 392 wskazało jako ojczysty język ukraiński, 4 rosyjski, a 1 słowacki.